# Henning Lundström
Erik Henning Lundström, född 27 januari 1924 i Jörn, Västerbottens län, död 30 maj 1999 i Sollefteå, Västernorrlands län, var en svensk skådespelare.

## Biografi
Henning Lundström arbetade ursprungligen som överpostiljon i Sollefteå och skrev på fritiden bland annat lokalrevyer, men verkade från 1975 på heltid i underhållningsbranschen med revyer, radioprogram och TV-program. 

### Figuren Amos Persson
Lundström skapade den fiktiva personen Amos Persson i Radio Västernorrland. Programledaren Kurt Jonsson (radioprogrammen Lunchboxen och Gomiddag 1986–1993) ringde upp Amos i direktsändning för att radiolyssnare skulle få höra hur livet förflöt i Gammtjärn, där Amos bodde. I varje samtal kom Amos "sibborator", som troligtvis var en hembränningsapparat, på tal och när Kurt ställde för ingående frågor brukade Amos surna till och samtalet avslutades abrupt.
Roland Cedermark har skrivit och spelat in låten Sibboratorn om Amos Persson.

## Filmografi (urval)
- 1972 – Nybyggarland (TV-serie)
- 1983 – Motorsågen
- 1984 – Lykkeland (TV-serie)
- 1985 – Kams - tokerier från Ådalen av Pelle Molin
- 1988 – Som man ropar (TV-serie)